# Municipio de Lesterville
El municipio de Lesterville (en inglés: Lesterville Township) es un municipio ubicado en el condado de Reynolds en el estado estadounidense de Misuri. En el año 2010 tenía una población de 744 habitantes y una densidad poblacional de 2,59 personas por km².

## Geografía
El municipio de Lesterville se encuentra ubicado en las coordenadas 37°28′59″N 90°48′9″O / 37.48306, -90.80250. Según la Oficina del Censo de los Estados Unidos, el municipio tiene una superficie total de 287.04 km², de la cual 284,12 km² corresponden a tierra firme y (1,02 %) 2,92 km² es agua.

## Demografía
Según el censo de 2010, había 744 personas residiendo en el municipio de Lesterville. La densidad de población era de 2,59 hab./km². De los 744 habitantes, el municipio de Lesterville estaba compuesto por el 96,51 % blancos, el 1,21 % eran amerindios, el 0,4 % eran asiáticos y el 1,88 % eran de una mezcla de razas. Del total de la población el 0,81 % eran hispanos o latinos de cualquier raza.